# Radio SRF 4 News
Radio SRF 4 News è la quarta radio svizzera pubblica di lingua tedesca, dedicata all'informazione. È stata creata il 5 novembre 2007. Direttore dell'emittente è Lis Borner.
Il 16 dicembre 2012 DRS 4 News è diventata Radio SRF 4 News.

## Loghi

Logo utilizzato fino al 15 dicembre 2012
Logo attuale Radio SRF 4 News